# Ayana Gray
Ayana Gray (ur. 13 marca 1993 w Atlancie) – amerykańska autorka powieści fantastycznych dla młodzieży (tzw. young adult). Jej debiutancka powieść Drapieżne bestie została bestsellerem dziennika „The New York Times”.

## Życie prywatne
Aktualnie mieszka w Little Rock w Arkansas. Jest członkiem Alpha Kappa Alpha Sorority.

## Twórczość

### CyklBeasts of Prey
- Drapieżne bestie (ang. Beasts of Prey), 2021
- Bestie zagłady (ang. Beasts of Ruin), 2022

## Nagrody
| Rok  | Nagroda                                | Przypisy |
| ---- | -------------------------------------- | -------- |
| 2022 | Arkansas Center for the Book Selection | [ 4 ]    |
| 2022 | Georgia Center for the Book Selection  | [ 5 ]    |